# Johann Reinhard III. (Hanau)

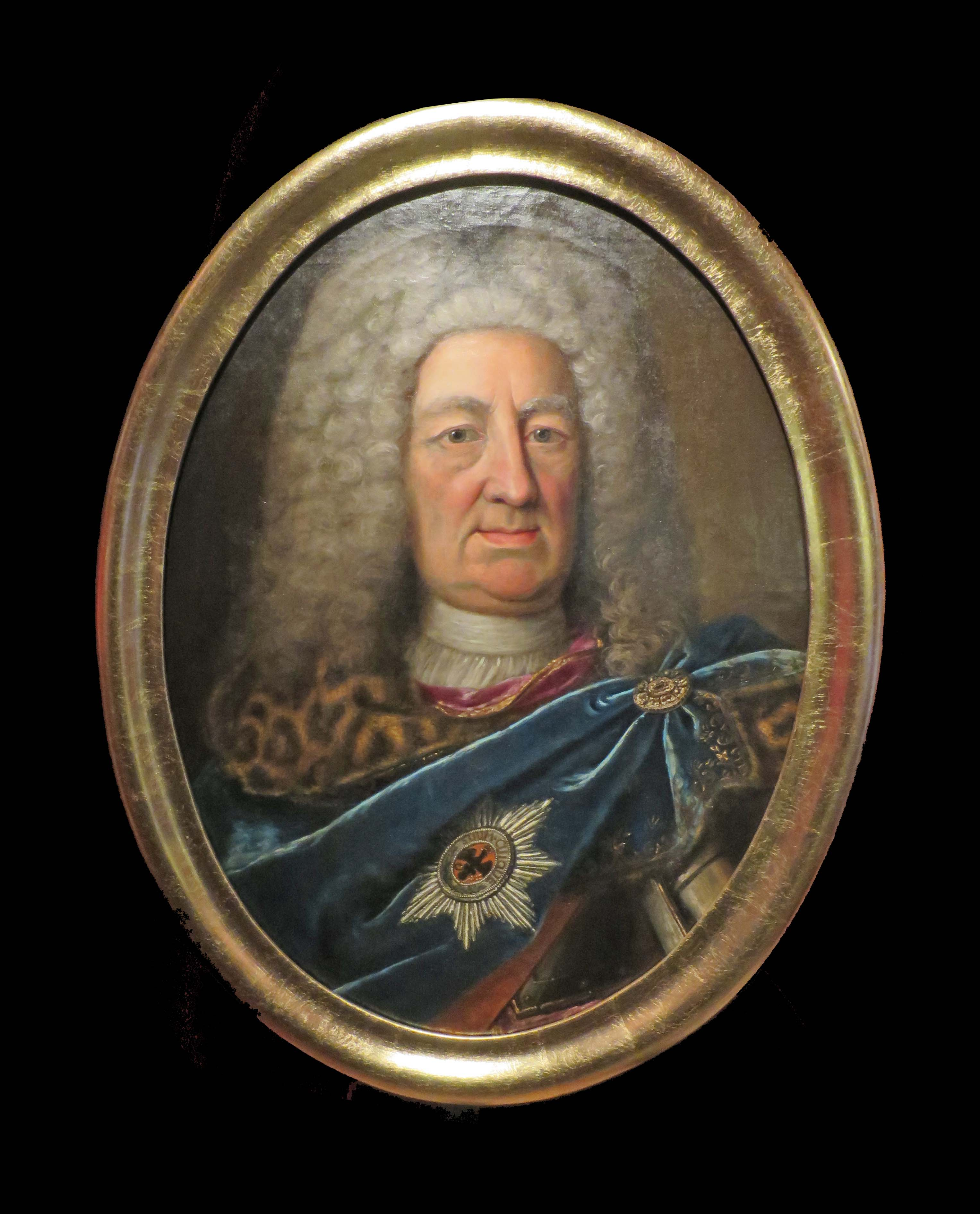
Johann Reinhard III. von Johann Christian Fiedler, 1727

Johann Reinhard III. von Hanau (* 31. Juli 1665 in Bischofsheim am hohen Steg; † 28. März 1736 in Schloss Philippsruhe) regierte von 1680 bis 1736 in der Grafschaft Hanau-Lichtenberg und von 1712 bis 1736 zusätzlich in der Grafschaft Hanau-Münzenberg.

## Kindheit und Jugend
Johann Reinhard III. wurde am 31. Juli 1665 in Bischofsheim am hohen Steg (heute: Rheinbischofsheim) als Kind von Johann Reinhard II. von Hanau-Lichtenberg und der Pfalzgräfin Anna Magdalena von Pfalz-Zweibrücken-Birkenfeld geboren und am 1. August 1665 getauft.
| Ahnentafel Graf Johann Reinhard III. von Hanau | Ahnentafel Graf Johann Reinhard III. von Hanau                                                                          | Ahnentafel Graf Johann Reinhard III. von Hanau                                                                          | Ahnentafel Graf Johann Reinhard III. von Hanau                                                                          | Ahnentafel Graf Johann Reinhard III. von Hanau                                                                          |
| ---------------------------------------------- | --- | --- | --- | --- |
| Urgroßeltern                                   | Johann Reinhard I. von Hanau-Lichtenberg (* 1569; † 1625) ⚭ Marie Elisabeth von Hohenlohe-Neuenstein (* 1576; † 1605)   | Ludwig Eberhard von Öttingen-Öttingen (* 1577; † 1634) ⚭ Margarethe von Erbach (* 1576; † 1636)                         | Karl I. von Pfalz-Birkenfeld (* 1560; † 1600) ⚭ Dorothea von Braunschweig-Lüneburg (* 1570; † 1649)                     | Johann II. von Pfalz-Zweibrücken (* 1584; † 1635) ⚭ Katharina von Rohan (* 1578; † 1607)                                |
| Großeltern                                     | Philipp Wolfgang von Hanau-Lichtenberg (* 1595; † 1641) ⚭ Johanna von Öttingen-Öttingen (* 1602; † 1639)                | Philipp Wolfgang von Hanau-Lichtenberg (* 1595; † 1641) ⚭ Johanna von Öttingen-Öttingen (* 1602; † 1639)                | Christian I. von Birkenfeld-Bischweiler (* 1598; † 1654) ⚭ Magdalena Katharina von Pfalz-Zweibrücken (* 1607; † 1648)   | Christian I. von Birkenfeld-Bischweiler (* 1598; † 1654) ⚭ Magdalena Katharina von Pfalz-Zweibrücken (* 1607; † 1648)   |
| Eltern                                         | Johann Reinhard II. von Hanau-Lichtenberg (* 1628; † 1666) ⚭ Anna Magdalena von Birkenfeld-Bischweiler (* 1640; † 1693) | Johann Reinhard II. von Hanau-Lichtenberg (* 1628; † 1666) ⚭ Anna Magdalena von Birkenfeld-Bischweiler (* 1640; † 1693) | Johann Reinhard II. von Hanau-Lichtenberg (* 1628; † 1666) ⚭ Anna Magdalena von Birkenfeld-Bischweiler (* 1640; † 1693) | Johann Reinhard II. von Hanau-Lichtenberg (* 1628; † 1666) ⚭ Anna Magdalena von Birkenfeld-Bischweiler (* 1640; † 1693) |
| Johann Reinhard III.                           | | | | |

Zur Familie vgl. Hauptartikel: Hanau (Adelsgeschlecht)
Die Ausbildung erfolgte gemeinsam mit dem älteren Bruder Philipp Reinhard zunächst in Straßburg. 1678 kamen sie nach Babenhausen, wo damals ihre Mutter residierte. Ab 1679 wurden sie auf Kavalierstour durch die Pfalz, das Elsass, die Schweiz und nach Genf geschickt. 1680 begaben sie sich für ein Jahr nach Savoyen und Turin, 1681 nach Paris, 1683 in die Niederlande und nach England. Anschließend folgte eine Rundreise durch die französische Provinz. Anfang des Jahres 1684 befanden sie sich in Mailand und anschließend für den Karneval in Venedig. Es folgte eine Reise nach Rom (mit Audienzen bei Papst Innozenz XII. und Königin Christine von Schweden), Neapel, Florenz, Modena, Parma und Mantua. 1686 stellten sie sich gemeinsam am kaiserlichen Hof in Wien vor, auf dem Rückweg reisten sie durch Böhmen und nach Dresden an den sächsischen Hof.

## Regierung

### Politik

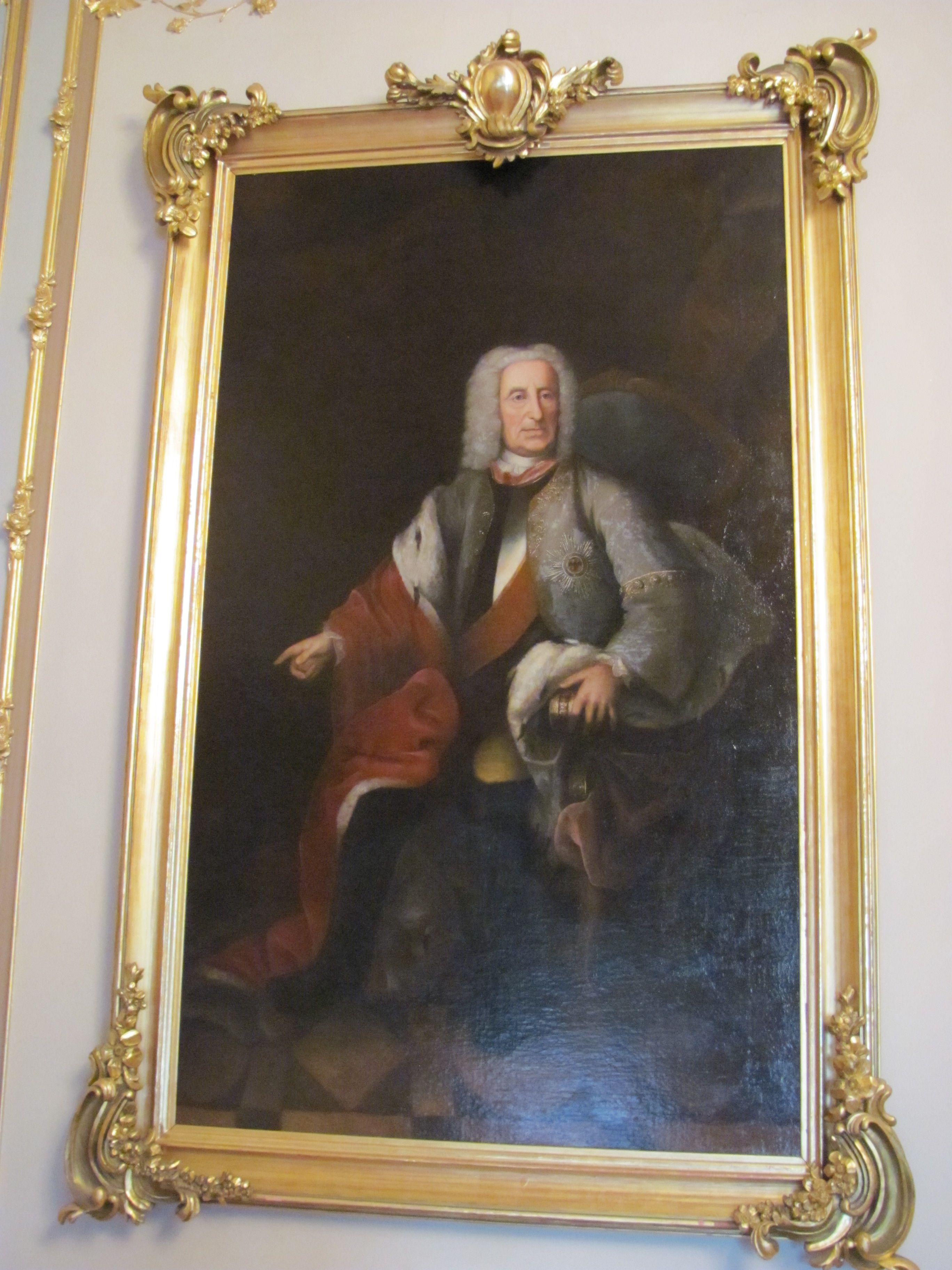
Porträt im Historischen Museum Hanau in Schloss Philippsruhe

Johann Reinhard III. gelangte am 24. Mai / 3. Juni 1680 im Alter von 15 Jahren in der Grafschaft Hanau-Lichtenberg an die Regierung, nachdem die Familie seinen Onkel und Vorgänger in der Regierung, Graf Friedrich Casimir, nach finanziell ruinösen Eskapaden entmachtet hatte. Da Johann Reinhard III. bei Regierungsantritt noch minderjährig war, agierten seine Vormünder. Dies waren seine Mutter und sein Onkel, Herzog Christian II. von Pfalz-Zweibrücken-Birkenfeld (1654–1717). Die Grafschaft Hanau-Münzenberg übernahm, ebenfalls 1680, sein älterer Bruder, Philipp Reinhard. Bei dieser Teilung wurde das Amt Babenhausen – endgültig durch einen Vertrag im Jahr 1691 – dem Hanau-Münzenberger Landesteil zugeschlagen. 1685 wurde Johann Reinhard III. von seinem Onkel Friedrich Casimir adoptiert. 1688 wurde Johann Reinhard III. volljährig und übernahm selbständig die Regierung. Die Endabrechnung mit Herzog Christian II. von Pfalz-Zweibrücken-Birkenfeld über die Vormundschaft erfolgte 1691.
Die Situation in der am Oberrhein gelegenen Grafschaft Hanau-Lichtenberg war wirtschaftlich aufgrund des Pfälzer Erbfolgekriegs (1688–1697) und des Spanischen Erbfolgekriegs (1702–1713) und damit verbundener militärischer Besetzungen schlecht. Graf Johann Reinhard III. versuchte dem mit Abgabenerleichterungen für seine Untertanen gegenzusteuern.
Auch politisch befand sich der Graf von Hanau-Lichtenberg in einer schwachen Stellung: Schon sein Vorgänger hatte die französische Oberhoheit über die im Elsass gelegenen Gebiete der Grafschaft anerkennen müssen. Er übte seine Herrschaft dort nur aufgrund von „Lettres patentes“ (1701 und 1707) des französischen Königs Ludwig XIV. aus.
Nach dem Tod Philipp Reinhards im Jahr 1712 trat Johann Reinhard III. auch die Regierung in der Grafschaft Hanau-Münzenberg an. Unter seiner Regierung waren die beiden Teilgrafschaften zum letzten Mal in einer Hand vereinigt. Er residierte von nun an im Wechsel zwischen den beiden Landesteilen. Mit seinem Regierungsantritt in Hanau-Münzenberg übernahm er auch die Nachfolge seines Bruders als Direktor des Wetterauischen Reichsgrafenkollegiums.
Sein Bemühen, in den Reichsfürstenstand erhoben zu werden, blieb vergeblich. Nachdem feststand, dass er keinen männlichen Erben haben würde, wurden die Bemühungen auch wieder eingestellt.

### Kultur

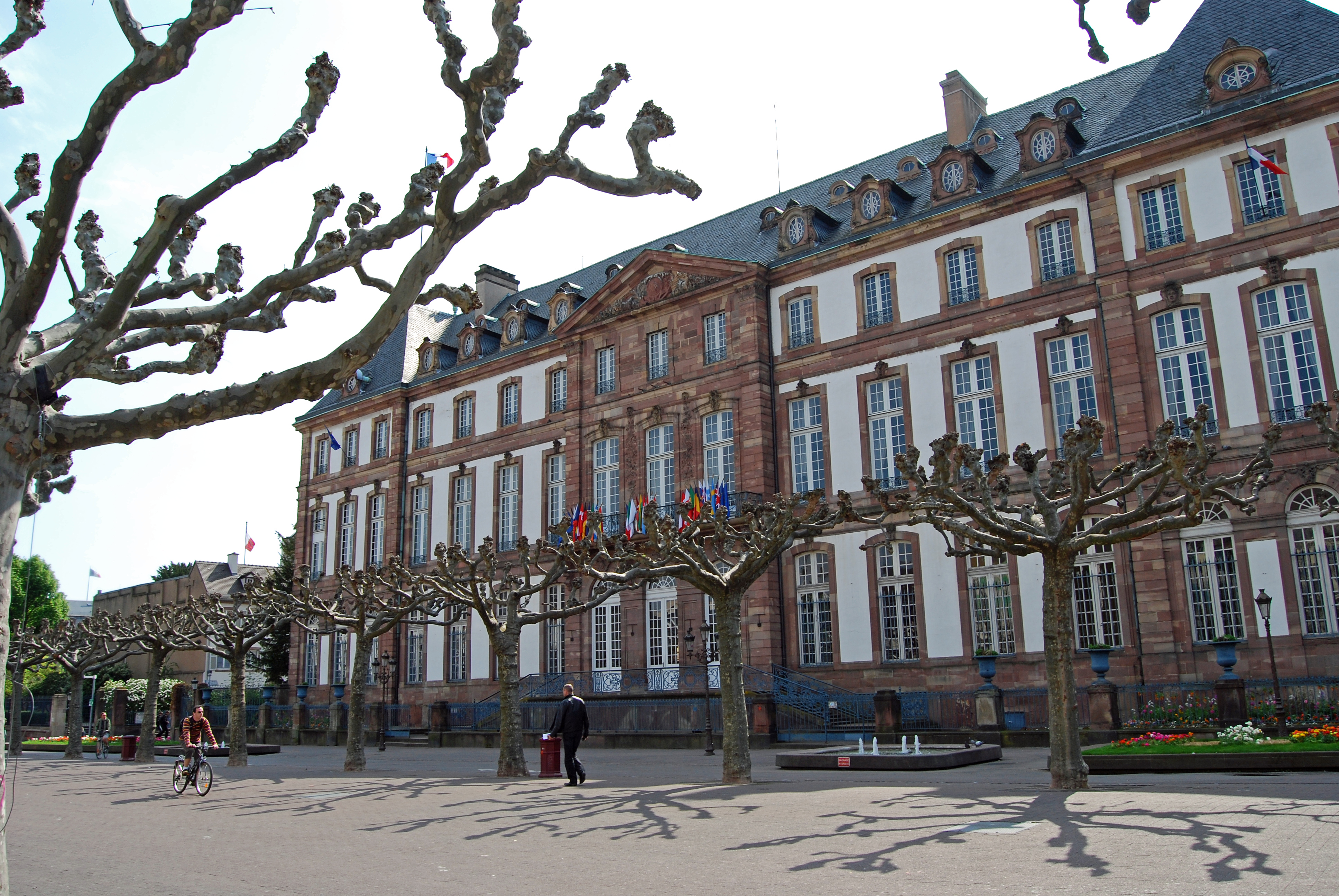
Hanauer Hof – Stadtschloss in Straßburg

Mit Johann Reinhard III. kam die Grafschaft Hanau zu einer kulturellen Blüte: Bischofsheim am hohen Steg, heute: Rheinbischofsheim, erhielt ab 1700 ein großes Schloss (das allerdings unvollendet blieb) und die hanau-lichtenbergische Residenzstadt Buchsweiler, heute: Bouxwiller, erhielt eine neue Parkanlage und auch das dortige Schloss wurde ausgebaut. Völlig neu erstellt wurde in Straßburg der Hanauer Hof, seit 1573 dortiges Stadtschloss der Grafen von Hanau-Lichtenberg. Dieses Gebäude dient heute als Rathaus von Straßburg.
Nachdem er die Regierung in Hanau-Münzenberg 1712 übernommen hatte, vollendete er den Bau des Schlosses Philippsruhe vor den Toren Hanaus und der Philippsruher Allee, einschließlich der Hellerbrücke, ließ die Kastanienallee und die Fasanerie (beim späteren Wilhelmsbad) anlegen und stellte den Marstall des Stadtschlosses in Hanau (später: Stadthalle Hanau, heute: zum Congress Park Hanau), den sein Vorgänger noch 1712 begonnen hatte, fertig. Hinter dem Stadtschloss wurde der Wall durchbrochen, um einen direkten Durchgang zu den  1717–1719 dahinter angelegten „Gärten im türkischen Stil“ und einem kleinen „Lusthaus nach türkischer Art“ zu erhalten. In der Bulau ließ er nahe der Klosterruine Wolfgang im Jahr 1715 das Jagdschloss Wolfgang erbauen (heute Forstamt Wolfgang).
Die Johanneskirche, zu dieser Zeit Grablege der Grafen von Hanau, ließ er 1727 erweitern und lutherische Kirchen errichten in Windecken, Steinau an der Straße, Nauheim (heute: Bad Nauheim), Kesselstadt und Rodheim („Reinhardskirchen“) sowie lutherische Schulen in vielen Orten der Grafschaft Hanau-Münzenberg. Hintergrund war, dass Hanau-Münzenberg sich in der Reformation nach deren reformierter Variante gerichtet hatte, aber seit 1643 durch die lutherische Linie Hanau-Lichtenberg regiert wurde. Inzwischen war der Gegensatz zwischen den beiden Hauptrichtungen der Reformation in der Grafschaft Hanau-Münzenberg so weit gemildert, dass eine solche Kirchen- und Schulpolitik gegen die Interessen der reformierten Mehrheit der Grafschaft möglich war.
In seiner Residenzstadt Hanau wurde zur gleichen Zeit das Frankfurter Tor abgebrochen und in barockem Stil neu errichtet, ebenso das Neustädter Rathaus und erstmals eine Straßenbeleuchtung eingeführt.

## Familie

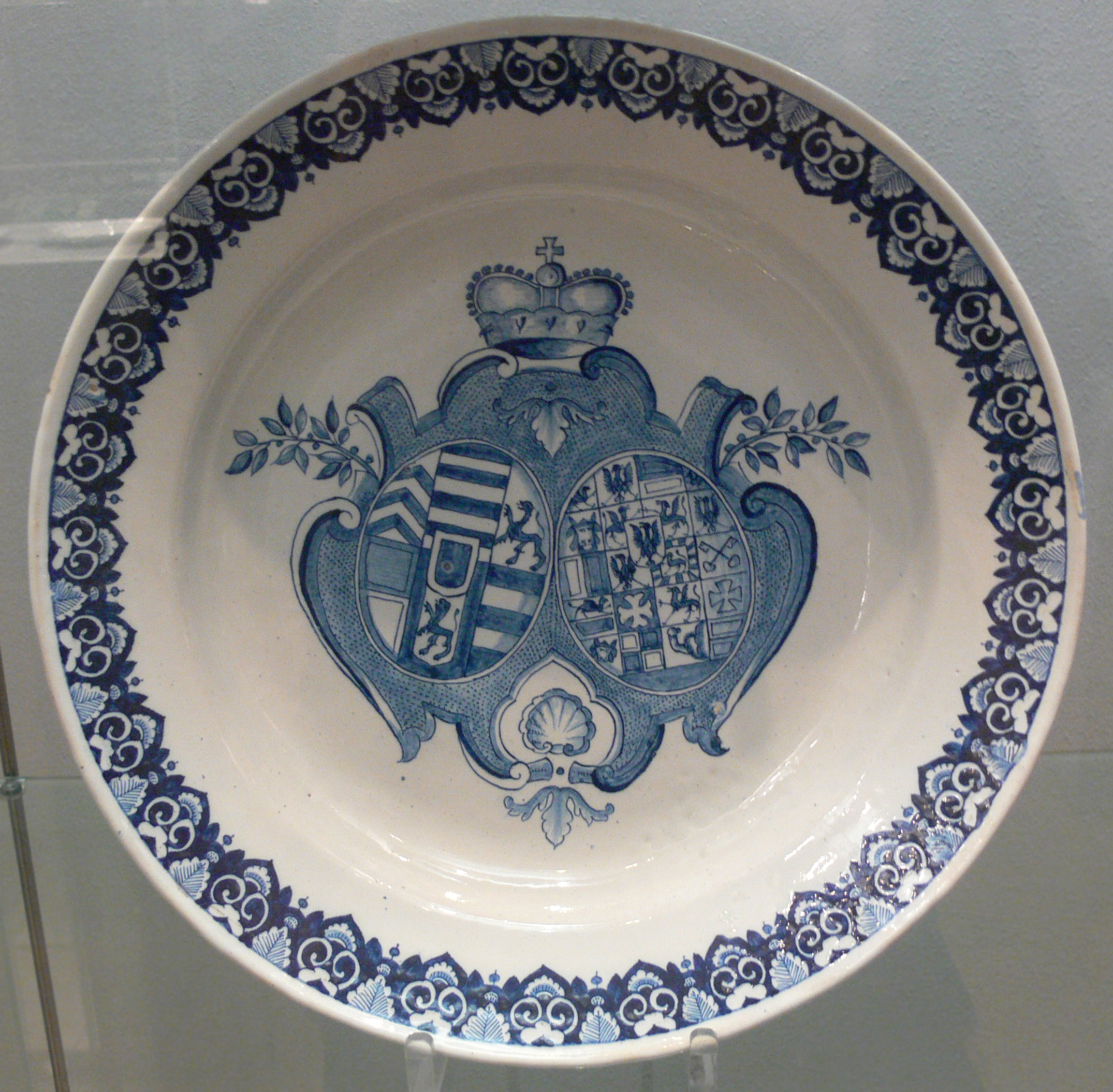
Allianzwappen von Johann Reinhard III. von Hanau und Dorothea Frederike von Brandenburg-Ansbach; Ansbacher Fayence, wohl 1724 anlässlich der Silberhochzeit gefertigt

Johann Reinhard III. heiratete am 20./30. August 1699 Markgräfin Dorothea Frederike von Brandenburg-Ansbach (1676–1731), deren Schwester Caroline später den britischen König Georg II. heiraten sollte. Aus der Ehe von Johann Reinhard III. und Dorothea Frederike ging eine Tochter hervor: Charlotte Christine Magdalene Johanna (1700–1726), verheiratet mit Erbprinz Ludwig (VIII.) von Hessen-Darmstadt (1691–1768).
Persönlich lebte Graf Johann Reinhard III. wohl eher bescheiden, was ihm die Finanzierung seiner Bauvorhaben ermöglichte.

## Das Erbe
Nachdem absehbar war, dass in Hanau kein männlicher Erbe mehr zu erwarten war, begann schon sehr frühzeitig der Streit um das Erbe. Prinzipiell gab es zwei Erbberechtigte:
- Ludwig (IX.) von Hessen-Darmstadt, Sohn der (vorverstorbenen) Tochter Charlotte des Grafen Johann Reinhard III. und des Erbprinzen Ludwig (VIII.) von Hessen-Darmstadt;
- für den Hanau-Münzenberger Landesteil bestand ein Erbvertrag aus dem Jahr 1643 zwischen Hanau und der Landgrafschaft Hessen-Kassel.

In dieser Situation suchte Graf Johann Reinhard III. seiner Tochter und seinem hessen-darmstädtischen Enkel so viel wie möglich zukommen zu lassen. Relativ einfach war das hinsichtlich der Hanau-Lichtenberger Landesteile, die durch den Erbvertrag von 1643 ja nicht erfasst wurden. Nur unter erheblichem finanziellen Aufwand konnte 1717 allerdings erreicht werden, dass auch die Hanau-Lichtenberger Passivlehen des Bistums Straßburg und des Erzbistums Mainz auf die Landgrafschaft Hessen-Darmstadt übergehen konnten, was problematisch war, da Lehen normalerweise nur in der männlichen Linie vererbbar waren. Graf Johann Reinhard III. nahm dazu einen Kredit in Höhe von 100.000 Gulden beim Landgrafen von Hessen-Kassel auf und verpfändete diesem dafür das hanauische Amt Brandenstein.
Ebenfalls schon im Vorfeld des Erbfalles löste Hessen-Kassel mit einer Zahlung von 600.000 Talern Ansprüche Kursachsens auf die Reichslehen ab, die Hanau-Münzenberg hielt. Kursachsen hatte Anwartschaftsansprüche darauf während des Dreißigjährigen Kriegs vom Kaiser erworben. Hessen-Kassel verpfändete dafür seine Ämter Frauensee und Landeck sowie seinen Anteil an der Ganerbschaft Treffurt an Kursachsen. Frauensee und Landeck wurden von Hessen-Kassel 1743 wieder ausgelöst.
Am problematischsten aber war, ob das Amt Babenhausen zum Münzenberger oder zum Lichtenberger Erbteil gehörte. Graf Johann Reinhard III. versuchte auch hier, die Position seiner Tochter und seines hessen-darmstädtischen Enkels zu stärken. Er vermachte es testamentarisch 1729 seinem Enkel Ludwig (IX.) von Hessen-Darmstadt. Hessen-Kassel schien in dieser Frage zunächst auch kooperationsbereit. Darüber wurden verschiedene Vereinbarungen in den Jahren 1714, 1718 und 1720 geschlossen. Jedoch bewirkte der Regierungsantritt von Landgraf Friedrich I. 1730 dort eine Wende der Politik. Zunächst sicherte Landgraf Friedrich I. seine Hanauer Erbanwartschaft durch hessisches Militär (Buchsweiler Punktation vom 17. April 1730), das er nach Hanau verlegte, das allerdings zu Lebzeiten des Grafen Johann Reinhard III. auf diesen vereidigt war.

## Tod
Johann Reinhard III. starb am 28. März 1736 in Schloss Philippsruhe bei Hanau. Sein Sterbelager war umstellt von den diplomatischen und notariellen Vertretern der Erben. Er wurde im Familienbegräbnis der lutherischen Grafen von Hanau in der Gruft der Johanneskirche in Hanau bestattet. Diese wurde in den Bombenangriffen des Zweiten Weltkriegs zerstört.
Die Frage der Zugehörigkeit des Amtes Babenhausen zu Hanau-Münzenberg oder Hanau-Lichtenberg blieb nach seinem Tod jahrzehntelang umstritten. Der Streit wurde erst Ende des 18. Jahrhunderts durch eine Realteilung beigelegt (siehe Hauptartikel:  Amt Babenhausen).
- Johann Wolfgang von Goethe berichtet in Dichtung und Wahrheit (10. Kapitel) über einen Besuch in Buchsweiler am Ende des 18. Jahrhunderts:

„Vor allem anderen war hier, wie im ganzen Ländchen, der Name des letzten Grafen Reinhard von Hanau in Segen, dessen großer Verstand und Tüchtigkeit in allem seinem Tun und Lassen hervortrat und von dessen Dasein noch so manches schöne Denkmal übriggeblieben ist. Solche Männer haben den Vorzug, doppelte Wohltäter zu sein, einmal für die Gegenwart, die sie beglücken, und sodann für die Zukunft, deren Gefühl und Mut sie nähren und aufrechterhalten. “
- Weiter soll das Studentenlied Der alte Hanauer auf die Todesumstände des Grafen zurückzuführen sein, der sterbend von den lauernden Vertretern der Erben umgeben war.